# 九原冈墓群
九原冈墓群是位于中华人民共和国山西省忻州市忻府区兰村乡下社村东北的墓葬群。九原岗墓群中已发掘的九原岗北朝壁画墓中有近200平方米的壁画，其中70平方米的狩猎图是中国境内发现的最大的北朝狩猎图壁画。由于此墓多次被盗，出土文物不多，墓主人的身份不能确定，依墓葬规格推断为北齐高氏集团的核心人物之一。除了已发掘的这座九原岗北朝壁画墓，九原岗墓群还有五座封土大小与之相当的墓葬，被盗与否情况不明（一说皆已被盗，且每墓至少有两个盗洞）。
1985年4月10日，九原冈墓群入选忻州市文物保护单位，当时忻州尚为县级市。那时文物部门将九原冈墓群当作了东周墓葬群。2007年6月6日，“九原岗墓群”列入首批忻州市文物保护单位，2016年6月6日改以“九原冈墓群”为名列入第五批山西省文物保护单位。